# 加油布蘭登

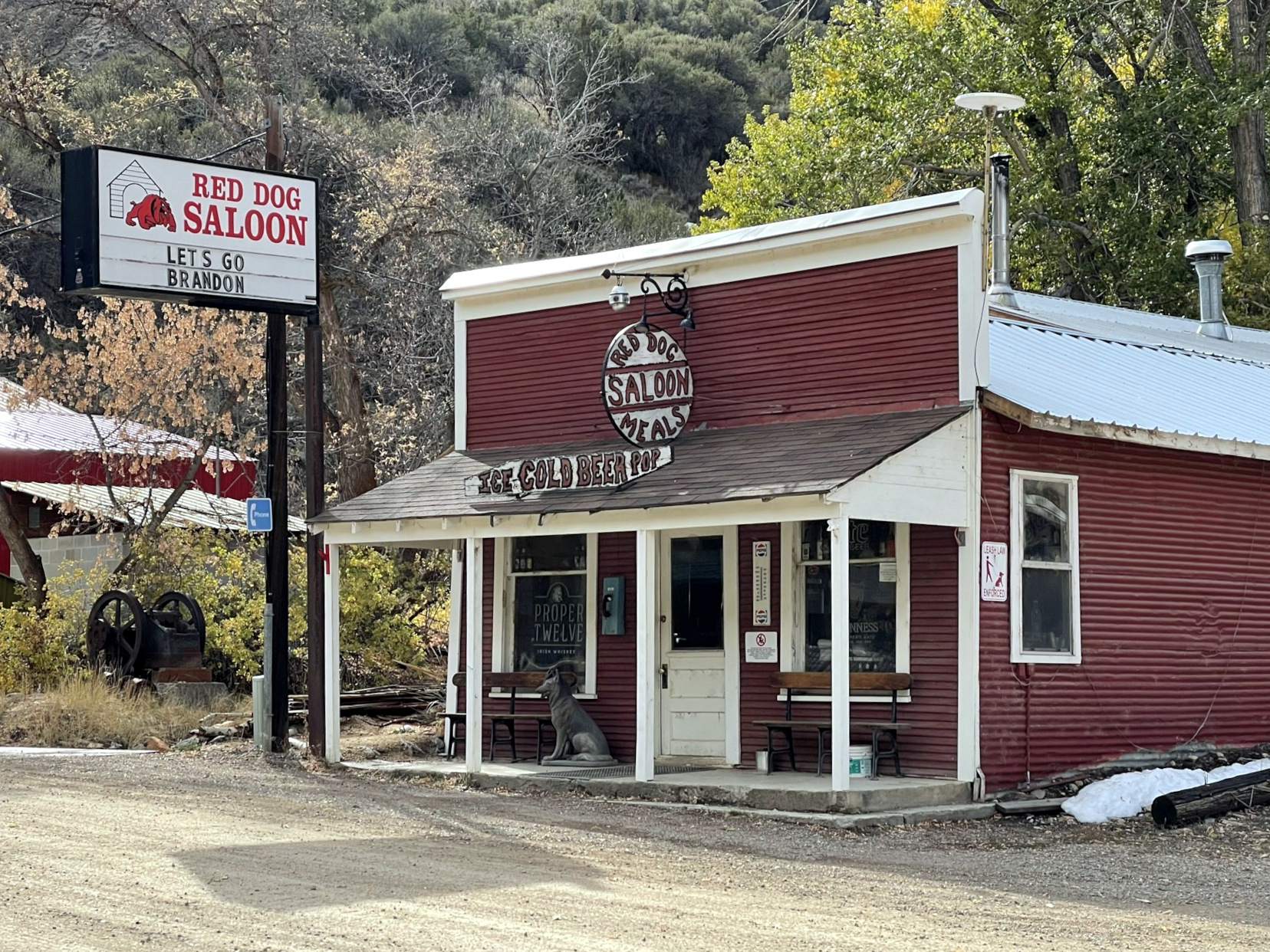
美國內華達州賈比奇一家酒館的標牌上貼著「加油布蘭登」這句話

加油布蘭登（英語：Let's Go Brandon），是2021年興起的一個政治口號和互聯網模因，用以抗議第46任美國總統乔·拜登，替代「操你乔·拜登」（Fuck Joe Biden）的委婉髒話。
自2021年8月下旬和9月上旬開始的體育賽事起，人們首次聽到了「操你祖·拜登」的高呼。在NBC體育記者凱莉·斯塔瓦斯特（Kelli Stavast）採訪全國改裝賽車競賽協會舉辦，於亚拉巴马州林肯塔拉迪加超級賽道舉行的火花300比賽勝出者布蘭登·布朗（Brandon Brown）時，記者將觀眾高呼的「操你乔·拜登」描述為「加油布蘭登」。自此之後「加油布蘭登」開始廣為人知。

## 背景

### 起源
在2021年NCAA第一級別美式足球碗賽分區賽季的第一週和第二週，在觀眾羣首次爆發了「操你祖·拜登」的高呼。這種現象自包括卡羅萊納海岸大學、維珍尼亞理工學院暨州立大學、奧本大學、阿拉巴馬大學、密西西比大學、北卡羅來納大學和德克薩斯農工大學等主要來自唐納德·特朗普在2020年美國總統選舉中獲勝州的大學美式足球比賽現場出現，並向北蔓延到聖母大學和懷俄明大學等美式足球比賽現場中。觀眾羣遵循著相似的模式，重複高呼「操你祖·拜登」，然後鼓掌。
據《華盛頓觀察家報》報導，口號也在麥加帝斯演唱會的觀眾羣出現，麥加帝斯主唱戴夫·馬斯泰恩批評祖·拜登的防疫政策，而美國民眾在示威中使用這口號抗議美國的口罩和疫苗接種政策。

### 委婉的口號

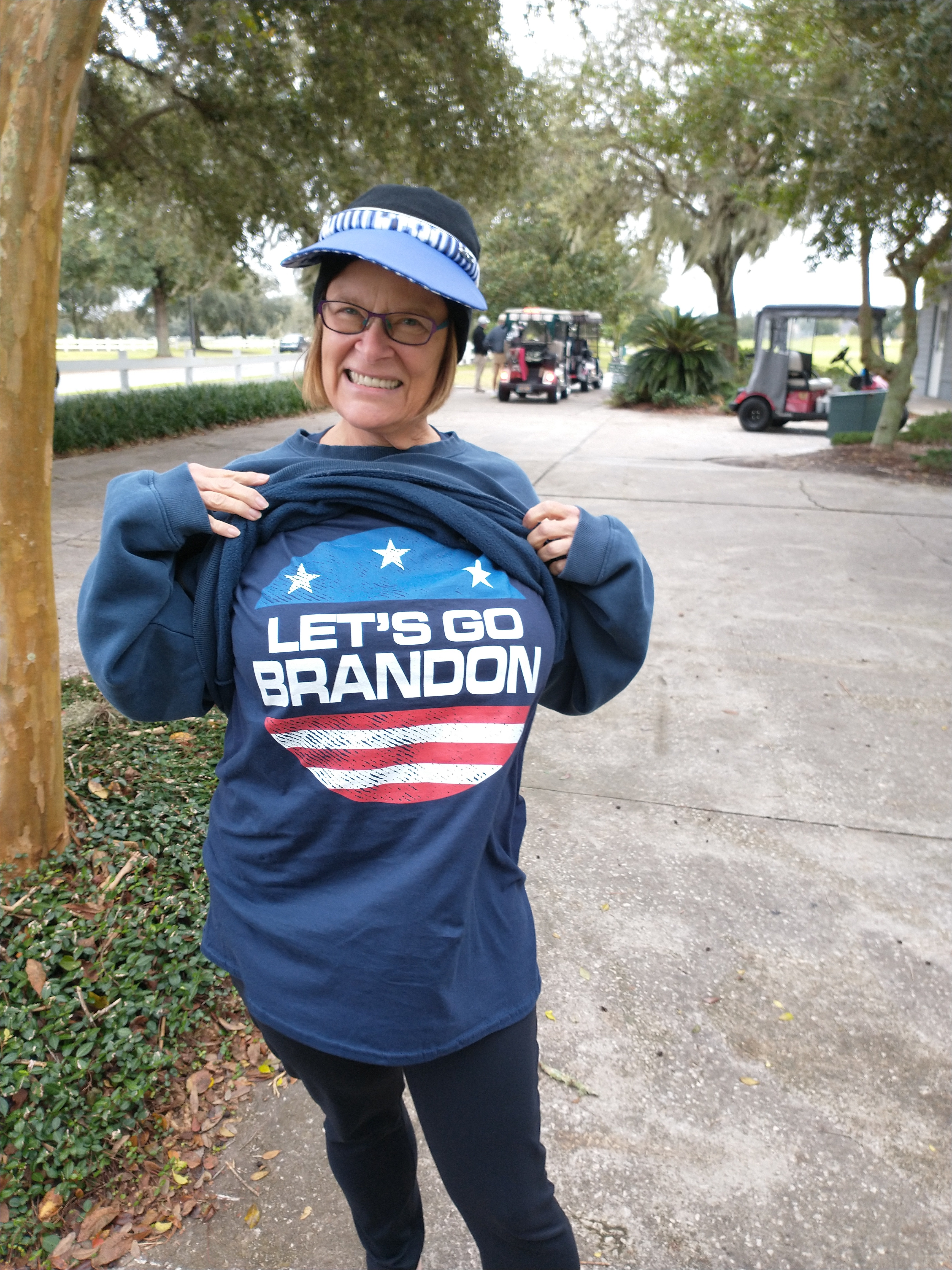
穿着「加油布蘭登」T 恤的女人。

2021年10月2日，當布蘭登·布朗贏得阿拉巴馬州塔拉迪加超級賽道舉行的全國改裝賽車競賽協會系列比賽火花能源四百八十公里後（Sparks Energy 300 英里, 因為天黑縮短到四百五十九公里，二百八十五英里，或一百十三圈的一百七），接受NBC體育記者凱莉·斯塔瓦斯特採訪時，他身後的觀眾羣高呼「操你祖·拜登」。凱莉·斯塔瓦斯特告訴布蘭登·布朗，觀眾羣正在以「加油布蘭登」為布蘭登·布朗歡呼，由此產生的鏡頭很快就成了網絡爆紅短片，成為嘲諷拜登的口號。這句話已被特朗普的支持者、保守的社交媒體和一個電子遊戲流媒體採用，以表達對民主黨總統祖·拜登的反感。據報導指，這也是對自由派主流媒體的偏見之抗議，因為有指控稱，記者對人群口號的描述旨在掩蓋反拜登的情緒 。也有報導評論指，記者難以分辨人群的喧囂，導致她聽錯。
重要的是要了解這些賽車的聲音非常大，維修站記者需要佩戴類似於機場工作人員使用的聽力保護裝置。斯塔瓦斯特在活動期間佩戴了這種聽力保護裝置。由於比賽在有線頻道而不是廣播網絡頻道上播出，美國聯邦通信委員會的廣播猥褻規定並未生效。
保守派評論員班·夏皮羅和托米·拉倫通過推特傳播這句話，而布蘭登·布朗本人幽默地發了一條推文：「致其他的布蘭登，不客氣！加油吧我們。」這句口號印在衣服、廣告牌上，以及在愛荷華州親特朗普集會上空飄揚在飛機後面的橫幅上。
《獨立報》報導指出，反拜登口號「加油布蘭登」不再是一種保守的媒體現象，它正在滲透主流流行文化，以口號為標題的歌曲在iTunes上排名第一和第二，反將阿黛爾的新單曲擠到了第三位。
2021年11月5日，全國改裝賽車競賽協會主席史蒂夫·菲爾普斯譴責了任何暗示其組織與該口號的關聯，說該組織不想與左翼或右翼的政治聯繫在一起。他還威脅要對任何以加入全國改裝賽車競賽協會商標為特色的非授權商品採取法律行動。
2021年11月12日，白宮記者會上當被問及拜登對這句話的看法時，白宮新聞秘書珍·莎琪回答說：「我認為他沒有花太多時間關注或思考它。」

## 運用

### 分析
約翰·麥克沃特在《大西洋》撰文分析了這個反覆唸誦的口號，將「布蘭登」的使用視為避諱詞，一個禁詞的替代品。他寫道，反拜登的委婉語與「情況正常：都搞砸了」（SNAFU）一詞具有相似的語氣，或者類似使用綠帽保守主義（cuckservatives）這個詞（「綠帽子」（cuckold）和「美國保守主義」（conservatives）的混合詞），強硬保守派使用這個詞來描述其他不遵守黨派路線的保守派。他稱「加油布蘭登」現象「簡直令人著迷」，以及用「語言、政治、機智和創造力交匯處的瘋狂扭結」。
凱特琳·蒂芙尼在《大西洋》中寫道，祖·拜登總統的支持者如何試圖創造屬於他們自己的模因「感謝布蘭登」（Thank you, Brandon），但他們的口號並沒有像讓「加油布蘭登」那樣成為模因。根據蒂芙尼的說法，親拜登的口號沒有成為模因的原因是布蘭登不是拜登的名字，所以拜登的支持者沒有理由在口號中用不同的名字來替代。另一方面，拜登的批評者不介意用不同的名字來替代他的真名。

### 政治

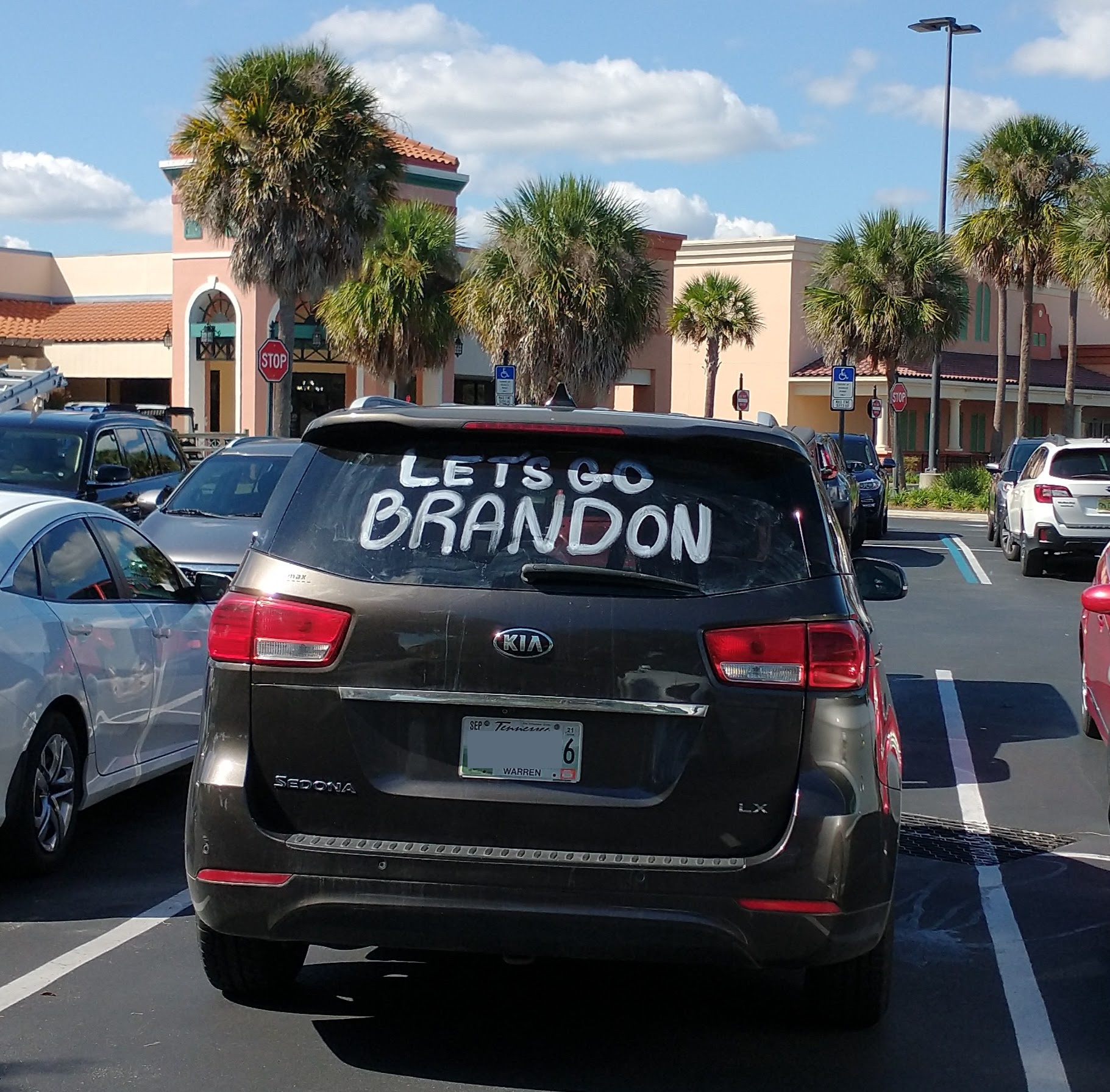
佛羅里達停車場帶有「加油布蘭登」模因的汽車。

共和黨政客公開使用了這個詞。2021年10月21日，共和黨眾議員比爾·波西在美國眾議院以「加油布蘭登」口號來結束講話。德克薩斯州州長格雷格·阿博特在2021年10月22日的推文中使用了這個短語。他將這句話的流行歸因於民眾對拜登處理2019冠狀病毒病大流行和南部邊境問題「災難性政策」的失望。在接下來的一週，共和黨眾議員傑夫·鄧肯在眾議院戴著布口罩展示印在口罩的「加油布蘭登」口號。參議員泰德·克魯茲與懸掛在2021年世界大賽的「加油布蘭登」標誌合影。反拜登的口號從德克薩斯州遷移到喬治亞州，當前總統唐納德·特朗普出席亞特蘭大勇士隊主場的世界大賽第4場比賽，群眾當着特朗普面對高呼「加油布蘭登」。
共和黨組織已將這句話商品化。2021年10月24日，在北卡羅來納州博覽會上，北卡羅來納共和黨出售了大量帶有該短語的鈕扣，四天后，特朗普競選團隊開始銷售帶有該短語的T卹。喜劇演員兼政治評論員、批評拜登的左翼批評家吉米·多爾也出售「加油布蘭登」的T卹。
視頻片段證實，2021年11月2日，格倫·楊金在2021年弗吉尼亞州州長選舉獲勝，在格倫·楊金的選舉總部出現了這句話的高呼。第二天，佛羅里達州州長罗恩·德桑蒂斯評論格倫·楊金的爆冷勝利時說：「當你看看拜登——當你看看『布蘭登政府』時……」的時候，人群中爆發出熱烈的歡呼和掌聲，他們開始高呼「加油布蘭登」。
2021年11月4日，美國國會女議員勞倫·博伯特在與前總統唐納德·特朗普會面時穿著一件紅色連衣裙，裙子背面印有「加油布蘭登」的白色字樣。這件連衣裙與國會女議員亞歷山德里婭·奧卡西奧-科爾特斯在同年9月出席大都會藝術博物館慈善晚宴時所穿的「向富人徵稅」（Tax the Rich）連衣裙有相似之處。科爾特斯在推特上發布了這張裙子的照片，並說：「這不是一個口號，而是一場運動！#LGB」。同日，唐納德·特朗普在海湖莊園出席活動時發表演講，談到「加油布蘭登」口號。特朗普表示他更喜歡「加油布蘭登」口號的原本版本，因為這樣更準確。
「加油布蘭登」迷因亦正在向國際蔓延，澳洲和紐西蘭兩地的示威者使用其口號變體向澳洲維多利亞州州長丹尼爾·安德魯斯及紐西蘭總理傑辛達·阿德恩抗議其對2019冠狀病毒病的封城和疫苗政策。而拜登的支持者正試圖使用「#感謝布蘭登」（#ThankYouBrandon）主題標籤對「加油布蘭登」口號作出反擊。
2021年12月24日，拜登總統和第一夫人吉爾·拜登正在接聽NORAD追蹤聖誕老人熱線電話時，一位來電者說「聖誕快樂，加油布蘭登。」拜登總統對此回應說：「加油布蘭登，我同意」。來電者賈里德·施梅克（Jared Schmeck）是一名前警官，他最初告訴《俄勒岡人》，他並「沒有反對」拜登，也沒有「不尊重」拜登的意思，他使用了「加油布蘭登」因為這首先是一個「笑話」，其次是因為他認為拜登可以做得「更好」。施梅克後來接受史蒂夫·班農的訪問，說他能夠批評拜登政府是一件「非常嚴肅的事情」，同時描述「加油布蘭登」這句話也是正確的—— 用以反對「左翼暴徒，取消文化，主流媒體」。施梅克補充說，特朗普「是我的總統，他現在仍然應該是總統」，宣傳了2020年總統大選「100%被盜」的說法。
2022年1月10日，亞利桑那州的美國參議院候選人吉姆·拉蒙（Jim Lamon）發布了使用反拜登詞組的競選廣告。據《國會山報》報導，這是第一個使用該口號的全國性競選廣告。

### 音樂
在「加油布蘭登」口號的走紅後不久，洛扎·亞歷山大錄製了一首名為加油布蘭登的反拜登說唱歌曲。這首歌首先在抖音上走紅，然後在2021年10月18日上升到iTunes熱門嘻哈/說唱歌曲榜的第一名，以及該平台的熱門歌曲榜的第二名。洛扎·亞歷山大的歌曲於2021年10月30日那一週在《告示牌》百大单曲榜首次亮相就排行第45位。
福賈托·布洛用鄉村說唱演唱了同名歌曲。第三首同名歌曲由基督教保守派說唱歌手布賴森·格雷發行，並在iTunes上排名第一。2021年10月27日，iTunes上多首同樣名為加油布蘭登排在歌曲榜第一、第二、第四和第八。格雷歌曲的音樂視頻因包含「醫療錯誤信息」而被YouTube下架。

### 贊助布蘭登·布朗
2021年，11月初，加密貨幣LGBcoin（LGB）開始交易，2021年12月30日，LGBcoin宣布將贊助布蘭登比爾特賽車運動的布蘭登·布朗參加2022年全國改裝賽車競賽協會無限通系列比賽賽季。Brandonbilt的發言人告訴福斯財經網在12月26日已批准，但在2022年1月5日，鮑勃·波克拉斯宣布NASCAR不批准贊助。投資者詹姆斯·庫圖拉斯回應威脅要對NASCAR提起訴訟，並呼籲抵制，直到決定被撤銷。

### 其他
2021年10月28日，在維珍尼亞州的瀑布教堂，兩個電子路標被闖入並改為張貼反拜登的標語。 
2021年10月29日，西南航空的一次飛行中，機長通過對講機向乘客講話時，說出「加油布蘭登」口號。西南航空事件發生一週前，代表聯合航空公司飛行員的工會發出了一份備忘錄，不鼓勵飛行員使用緊急頻率121.5來交流個人意見，因為他們一直在使用該頻率說「加油布蘭登」。
2021年11月1日，NBC新聞報導稱，火器公司帕爾梅托州軍械庫已開始營銷標有該口號的彈藥。曝光此事的NBC記者肯·迪拉尼安在推特上表示，他已要求該公司與美國特勤局回應此事，兩者拒絕置評。
2021年11月3日，報導引用美國明尼蘇達州布蘭登的市政府官員報告，說共有6個城市標誌，城鎮名稱前被人加置印有「加油」字樣的紙板。
2021年11月6日，NASCAR盃系列賽賽車手馬特·迪貝內代托（Matt DiBenedetto）在鳳凰城排位賽之前，在一段為保守派媒體播放的影片中說「加油布蘭登」。

## 另見
- 普京是个傻子 - 俄罗斯占领克里米亚后乌克兰国内讽刺普京的口号。
- Covfefe－關於唐納德·特朗普的模因。

## 外部鏈接
- YouTube上的Brandon Brown post race interview - Talladega Xfinity series 2021，始於1分06秒（英文）